# Mede
Mede je italská obec v provincii Pavia v oblasti Lombardie.
K 31. prosinci 2010 zde žilo 7 085 obyvatel.

## Sousední obce
Frascarolo, Gambarana, Lomello, Pieve del Cairo, Sartirana Lomellina, Semiana, Torre Beretti e Castellaro, Villa Biscossi